# Giuseppe Agellio
Giuseppe Agellio (1570 - depois de 1620) foi um pintor italiano do período barroco. Nascido em Sorrento, foi aluno do pintor Cristoforo Roncalli e trabalhou em Roma. Destacou-se em pintura de paisagens e arquitetura.
Seus trabalhos incluem decorações no coro da igreja teatina de San Silvestro al Quirinale em Roma, para o qual o contrato, datado de 1602 e assinado por Agellio e seu colaborador Matteo Zaccolini, sobrevive.